# Шенгаріївка
Шенгарі́ївка — село в Україні, у Зіньківській міській громаді Полтавського району Полтавської області. Населення становить 453 осіб. До 2020 орган місцевого самоврядування — Першотравнева сільська рада.

## Географія
Село Шенгаріївка знаходиться на правому березі річки Грунь, вище за течією на відстані 1,5 км розташоване село Грунь (Охтирський район), нижче за течією на відстані 2 км розташоване село Дубівка.

## Історія
Станом на 1859 рік у колишньому державному та власницькому селі Грунської волості Зіньківського повіту Полтавської губернії мешкало 1027 осіб (510 чоловіків та 517 жінок), налічувалось 225 дворових господарств, діяла православна церква.
Станом на 1885 рік у колишньому державному та власницькому селі 2-го стану Зіньківського повіту Полтавської губернії мешкало 1150 осіб, налічувалось 183 дворових господарств, існувала православна церква, постоялий двір, 7 вітрових млинів.
Жертвами Голодомору 1932—1933 років стало 214 осіб.
12 червня 2020 року, відповідно до розпорядження Кабінету Міністрів України № 721-р «Про визначення адміністративних центрів та затвердження територій територіальних громад Полтавської області», село увійшло до складу Зіньківської міської громади.
19 липня 2020 року, внаслідок адміністративно-територіальної реформи та ліквідації Зіньківського району, село увійшло до складу новоутвореного Полтавського району Полтавської області.

## Населення

### Мова
Розподіл населення за рідною мовою за даними перепису 2001 року:
| Мова       | Кількість | Відсоток |
| ---------- | --------- | -------- |
| українська | 451       | 99.56%   |
| російська  | 2         | 0.44%    |
| Усього     | 453       | 100%     |

## Об'єкти соціальної сфери
- Школа.